# Carranquí

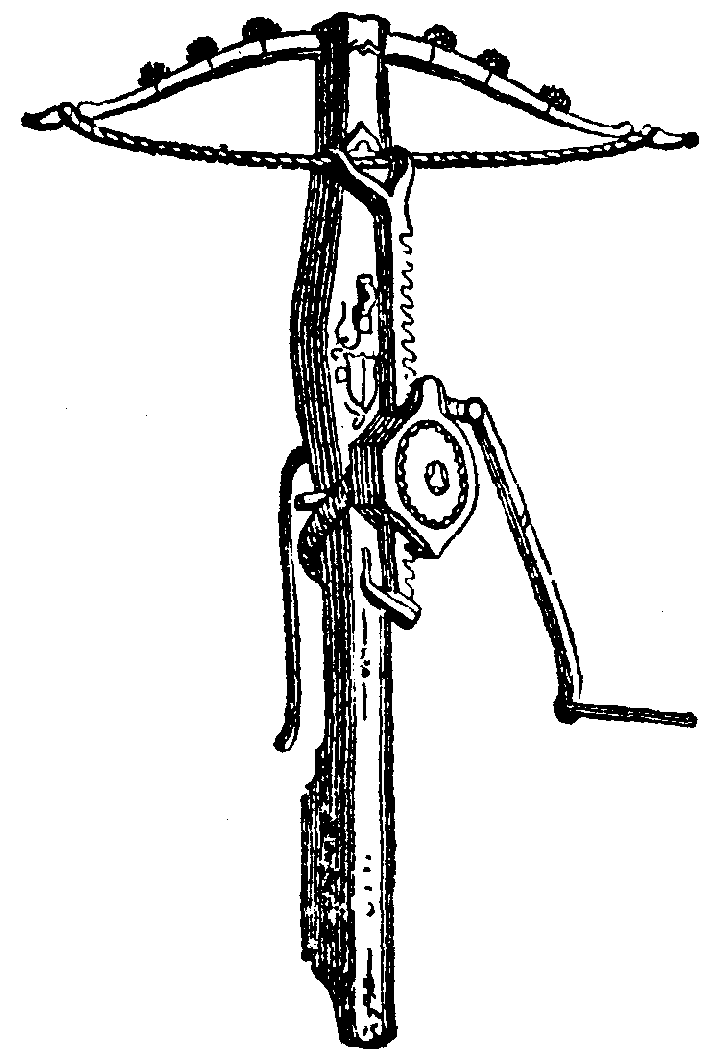
Ballesta d'acer amb carranquí

El carranquí, o carnequí, era una mecanisme per a parar la ballesta d'acer, mitjançant un sistema de rodes dentades que multiplicava la força aplicada amb una maneta i que la transmetia a la corda amb una cremallera. El carranquí per un cap es travava a l'arbrer i per l'altre s'enganxava a la corda de l'arc.
El mot carnequí procedeix del francès cranequin, tot i que en aquest idioma la denominació més adient és cric.